# Brentidae
Brentidae – rodzina chrząszczy. Należą tu głównie ksylofagiczne chrząszcze o charakterystycznym, wydłużonym pokroju ciała. W ostatnich ujęciach systematyki chrząszczy do Brentidae zaliczono podrodziny wcześniej zaliczane do ryjkowcowatych: Apioninae, Cyladinae i Nanophyinae.
Największym przedstawicielem rodziny jest pochodzący z Jawy gatunek Eutrachelus temminckii – samce osiągają długość 75 mm.
W Europie jedynymi przedstawicielami Brentidae (sensu stricto, bez uwzględnienia podrodzin Apioninae i Nanophyinae) są Amorphocephala coronata i Orfilaia reichei.
Podrodziny:
- Apioninae
- Brentinae
- Eurhynchinae
- Ithycerinae
- Microcerinae
- Nanophyinae